# シェリフ (ゲーム)
『シェリフ』（Sheriff）は、1979年に任天堂がアーケードゲームとして発売したゲーム。プレイヤーは街の保安官となり、街にやってくるならず者を撃退していく。

## ゲーム概要
『シェリフ』の操作形態はショット関係に特殊な機構を持つ。移動用のレバーはごく普通の物であるが、ショットの部分が8方向のダイヤルスイッチとなっており、これでショットの向きを指定した上でこのスイッチを押すことで弾を撃つという物である。なお、レバー入力からワンテンポ置いてから移動するという、かなり大きな入力遅延が存在する（ショット操作には遅延は無い）。
画面構成は至ってシンプルで、上にスコアの表示領域がある他は全てゲーム用の領域である。外周に16人のならず者がおり、その内側にはドット状のバリケードが存在する。このバリケードはプレイヤー・ならず者を問わず弾丸で消すことが可能であり、つまり防壁かつ障害物である。ただし、各辺の中間には破壊可能な障害物があり、その中の上下辺にある2つに面数（「1」から「8」で、「8」の次は「1」に戻る）が書かれている。
ならず者は基本的に外周を歩きながら弾を撃ってきて、4つ角から内部に侵入する（外周のならず者を倒すと30点、内部に侵入して黄色くなったならず者を倒すと60点）。内部に侵入するならず者が現れるごとに、外周のならず者の歩く方向が反転する。保安官はならず者の弾に当たる、またはならず者に触れるとミス。16人のならず者を倒せば1面クリアとなる。
時折、画面上部にコンドルが現れ（出現時にはコンドルは飛んでいくのメロディーが鳴る）、コンドルをショットで撃ち落とすとボーナス点が入る（ボーナス最高点は500点で他は300点・150点・100点・50点）。ならず者を全滅させれば1面クリアとなり、一定面数をクリアするとそれまでの得点が倍になるボーナス（女性を救出するデモ）がある。
なお、スコア表示は8桁まで用意されていて、1万点到達時には同時に10万の桁まで出現する。難易度の関係から、1億点到達はかなり難しい（開始から回避不能な高速弾が飛んでくる）。
ショット部分の機構が8方向スイッチ+ボタンという特殊な物であった本作は、その特異的な操作形態によりあまりヒットしたとは言えなかったが、その一方で特定の面クリアで現在の得点が2倍になるというボーナス制度が特徴的だった。

## 関連作品

### シェリフ2
同年登場。キャラクターを親しみやすい動物に変更し、操作形態をシンプル（ショット部分を通常のボタンにし、銃の向きは移動した方向になる）にした。また、2倍ボーナスが撤廃され、一定得点加算に変更された。
これも前作と同じく特筆するようなヒットには至っていない。初代『シェリフ』からの改造などで、初代同様の操作形態になったバージョンも存在する。

### 続編
ならず者が中に侵入する際に、対角線上に一気に通り抜けそれを一気に倒すとボーナス点が入る物。出回り数が極端に少なかった。

### ウエスタンガンII
パートIIと名乗っているが、パートIである『ウエスタンガン』との共通点は西部劇ものであるという事だけで、実態はシェリフのタイトー版デッドコピーである（ライセンス生産かは不明）。
- 基本的な操作形態はシェリフ2と同じ。
- ならず者の動きのグラフィックは銃の方向によって3種類存在するが、この時に片足が長く伸びる。
- BGMの約半分が差し替えられている。前半では音源やキーは同じだがメロディが異なり、ステージ開始時は「雪山賛歌」が使われている。後半ではシェリフと同じメロディだがオクターブを高くしたもの。点数が2倍になる時は、シェリフとは別の結婚行進曲、ミスすると葬式行進曲が流れる。

当時はインベーダーブームの影響か、ウエスタンガンIIは比較的大きなタイトー系店舗でしか見られなかった。以前はタイトー公式サイトの「タイトーゲームヒストリー」で英語版のインストラクションカードが掲載されていた（現在はサイトが削除されて閲覧不可）。

### メイド イン ワリオ
上記以降も家庭用ゲーム機への移植もなかった本作であったが、2003年にゲームボーイアドバンスで発売された『メイド イン ワリオ』で24年振りに日の目を見ることとなった。『メイド イン ワリオ』ではプチゲームとミニゲームの双方で収録されており、基本的な操作形態はシェリフ2同様、移動と銃の向きが同期する物であったが、ミニゲーム版では、これにL/Rボタンによるその場での向きの切り替えが追加され、オリジナル版に近い物となっている。なお、ミニゲーム版では主人公の保安官がワリオとなっており、タイトルも『WARIO'S SHERIFF』となっている（オープニングムービーの最初に原作の保安官が出てくるが、馬に乗ったワリオに追いかけられ退場するシーンがみられる）。また、「入力遅延がなくなる」「保安官の足が速い」「2倍ボーナス獲得時に残機が増える」など難易度は調整されており、1億点達成が比較的現実的なものとなっている。コンドルが飛ぶときのBGMがオリジナル曲に差し替えられている。

## その他
- 業務用『シェリフ』の筐体のデザインは、『スーパーマリオブラザーズ』の生みの親で知られる宮本茂によるもの。
- アーケードゲーム基板は『スペースフィーバー』『スペースランチャー』と同じ。このため「特定の場所に特定の色しか付けられない」「当時のゲームとしては珍しく音楽が流れる」「複数のサウンドを同時に鳴ろうとすると優先度の高いサウンドだけが鳴る」などの特徴を持つ。
- ゲームが始まってからならず者を全く撃たず、そのままコンドルが過ぎるまで待っていると、BGMが通常使われていないものに変わる（『ウエスタンガンII』ではシェリフと違う雪山賛歌である事は前述したが、同様の行為を行なうとシェリフのBGMになる）。これはならず者を4人倒すと通常のBGMに戻る。
- 2001年にニンテンドー ゲームキューブで発売された『大乱闘スマッシュブラザーズDX』の要素「フィギュア名鑑（任天堂のキャラクター図鑑）」では、「任天堂最古のゲームキャラの1人」として『シェリフ』の主人公が登場している（任天堂が大躍進を遂げた玩具ゲーム&ウオッチは、処女作のボールが1980年に発売）。
  - その後、2014年に発売された『大乱闘スマッシュブラザーズ for Nintendo 3DS/Wii U』ではアシストフィギュアの1体として『シェリフ』の主人公が登場している。
- ゲームボーイ用ソフト『ポケットカメラ』の海外版のスタッフロールデモに、シェリフのクリア時のデモが使われている。